# Houten

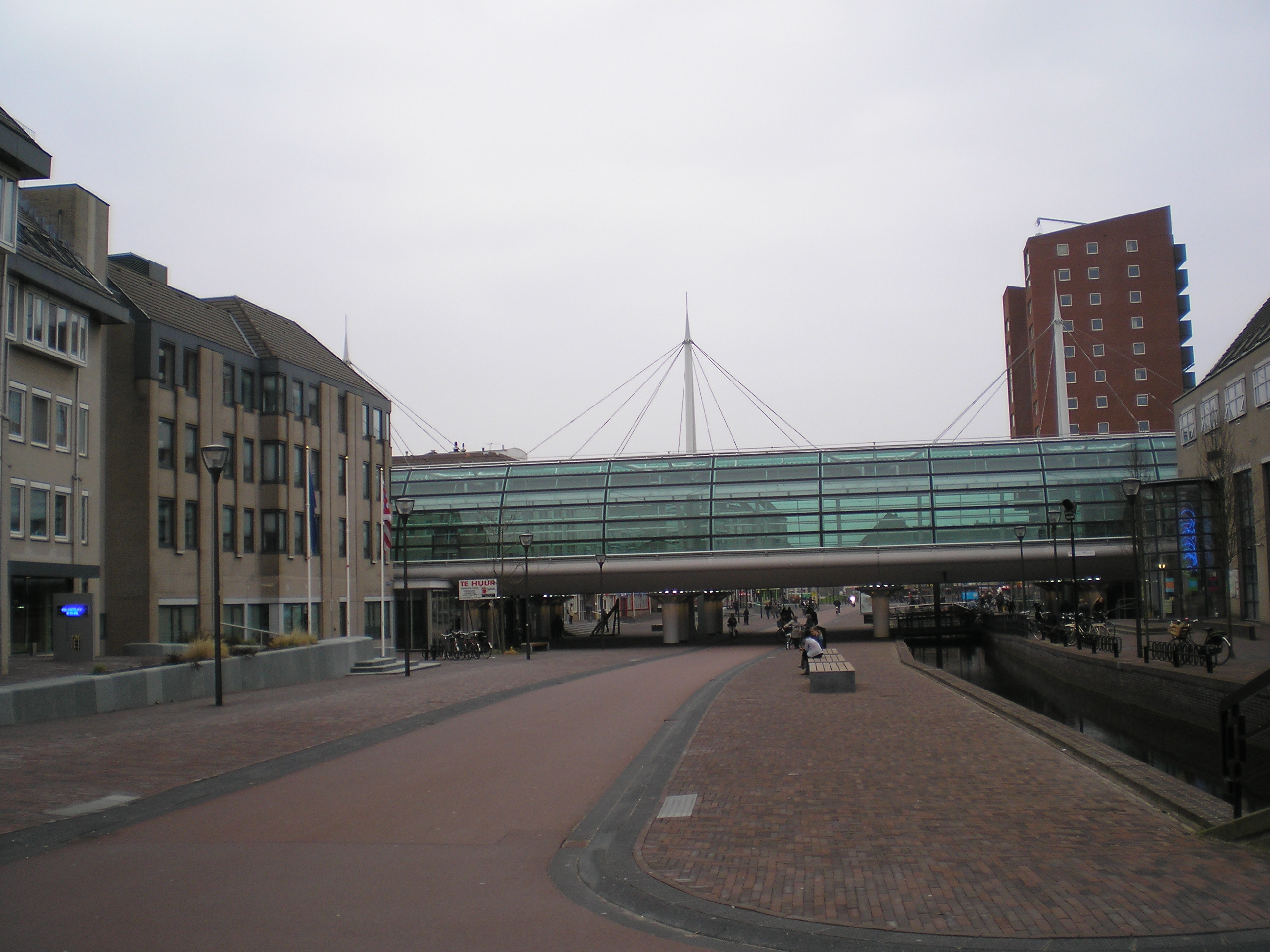
Stadshuset och stationen i Houten.

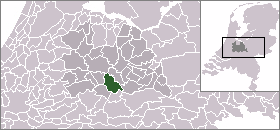
Houtens läge

Houten är en kommun i provinsen Utrecht i Nederländerna. Kommunens totala area är 58,98 km² (där 3,27 km² är vatten) och invånarantalet är på 43 603 invånare (2005).